# Universidade Jean Piaget de Angola
A Universidade Jean Piaget de Angola (UNIPIAGET-AO) é uma instituição de ensino superior privada angolana, sediada no bairro da Capalanca, na cidade de Viana.
A UniPiaget de Angola é uma instituição de Ensino Superior que ministra 16 cursos de licenciatura e 5 de Mestrado.

## História
A base da UNIPIAGET-AO foi construída a partir da autorização para criação da Associação Instituto Piaget de Angola (AIPA), em 1 de Abril de 1999, como pessoa coletiva, voltada a assuntos educacionais.
Dessa forma, a AIPA trabalhou para montagem de uma instituição de ensino superior em Angola, que culminou na Universidade Jean Piaget de Angola (UNIPIAGET-AO), criada através do decreto executivo n.º 44A/01, de 6 de julho de 2001.

## Unidades orgânicas
As unidades orgânicas ofertam os seguintes cursos:

### Faculdade de Ciências Sociais e Humanas
Em nível de graduação, em 2014, ministrava os cursos de:
- Economia e Gestão
- Ciências do Desporto e Motricidade Humana
- Psicologia
- Sociologia
- Direito

Em nível de pós-graduação, a faculdade oferta:
- Mestrado em Finanças Empresariais
- Mestrado em Direito

### Faculdade de Ciências da Saúde
Em nível de graduação, em 2014, ministrava os cursos de:
- Medicina
- Medicina Dentária
- Ciências Farmacêuticas
- Enfermagem e Obstetrícia
- Fisioterapia

### Faculdade de Ciências e Tecnologia
Em nível de graduação, em 2014, ministrava os cursos de:
- Engenharia Civil
- Engenharia Informática e Gestão
- Engenharia de Eletromecânica
- Engenharia de Pesquisa e Produção de Petróleos
- Engenharia de Refinação de Petróleos

Em nível de pós-graduação, a faculdade oferta:
- Mestrado em Engenharia Civil

### Faculdade de Humanidades, Artes, Educação e Formação de Professores
Em nível de graduação, em 2014, ministrava o curso de:
- Ensino do Português e Línguas Nacionais

## Centro de investigação acadêmica
Além das faculdades, a universidade criou um centro de investigação:
- Centro de Investigação e Inovação[5]